# Мадлен Французская
Мадле́н Францу́зская (фр. Madeleine de France); также Мадлен де Валуа (фр. Madeleine de Valois; 10 августа 1520, Сен-Жермен-ан-Ле — 7 июля 1537, Эдинбург) — первая супруга короля Шотландии Якова V.

## Ранняя жизнь

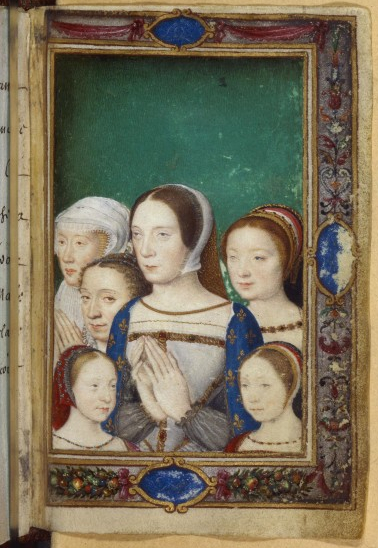
Мадлен (справа сзади) с матерью и сёстрами, из Часовника Екатерины Медичи

Принцесса Мадлен родилась в Сен-Жермен-ан-Ле и была пятым ребёнком и третьей дочерью французского короля Франциска I и его первой жены, герцогини Бретани Клод Французской. Слабая и болезненная с рождения, принцесса провела детство в долине Луары, так как её отец опасался, что жизнь в Париже может неблагоприятно отразиться на её состоянии. Воспитанием девочки, как и её сестры Маргариты, занималась их тётка Маргарита Наваррская. После смерти Клод Франциск I женился во второй раз и его новая жена, Элеонора Австрийская, забрала девочек к своему двору. В шестнадцатилетнем возрасте у Мадлен был обнаружен туберкулёз.

## Брачные переговоры
За три года до рождения Мадлен был подписан франко-шотландский договор в Руане, целью которого было поддержать Старый союз после поражения шотландцев в битве при Флоддене. Одним из положений договора был брак шотландского короля с французской принцессой. В апреле 1530 года Джон Стюарт, герцог Олбани, был уполномочен завершить переговоры о браке Якова V и Мадлен. Однако, поскольку Мадлен не обладала отменным здоровьем, была предложена другая французская невеста — Мария де Бурбон — и приданое, равное приданому дочери французского короля.
Яков V согласился на брак с Марией и в 1536 году отправился во Францию, чтобы встретиться с ней. Но здесь он встретился и с Мадлен, был сражён её нежностью и попросил у короля её руки. Ссылаясь на болезнь принцессы и суровый климат Шотландии, который мог оказаться фатальным для уже пошатнувшегося здоровья дочери, Франциск I не дал согласия на брак.
Яков V продолжал настаивать на браке именно с Мадлен и, поскольку сама принцесса выразила живейший интерес к молодому шотландскому королю, Франциск I нехотя дал согласие на брак. Пара обвенчалась 1 января 1537 года в Соборе Парижской Богоматери. Франциск I предоставил дочери весьма щедрое приданое, которое помогло пополнить опустевшую шотландскую казну. Согласно брачному договору, подписанному в Блуа, Мадлен отреклась от всех своих прав, а также от прав своих наследников на французскую корону. В случае преждевременной кончины её супруга в пользовании Мадлен оставались владения в графствах Файф, Стратерн, Росс и Оркни, которые включали в себя Фолклендский дворец, замок Стерлинг и замок Дингуолл с лордством Галлоуэй и замком Трив.

## Королева Шотландии
После нескольких месяцев праздничных гуляний и торжеств в начале мая 1537 года молодожёны отбыли в Шотландию. На тот момент здоровье Мадлен уже внушало серьёзные опасения, и по прибытии в Шотландии принцесса уже была тяжело больна. Королевская чета прибыла в Лит в канун Троицы в 10 часов утра 19 мая. По словам Джона Лесли корабли буквально ломились от приданого Мадлен.
Сохранился подробный список свадебных подарков Франциска I. Вместе с Мадлен в Шотландию прибыли и 11 французских членов её двора: бывшая гувернантка Мадлен Анна де Бюсси, мадам де Монтре; мадам де Брен; секретарь Мадлен Жан де Ланжеак, епископ Лиможа; мастер хозяйства Жан де Сент-Обин; сквайр Шарль де Марконни; доктор Мастер Патри; пажи Джон Крамми и Пьер де Ронсар; кожевник Гилен; мясник Джон Кеннет и парикмахер Энтони.

## Смерть
Мадлен написала отцу из Эдинбурга 8 июня 1537 года, сообщив, что ей стало лучше и симптомы болезни почти исчезли. Однако месяц спустя, 7 июля 1537 года, не дожив чуть больше месяца до своего семнадцатилетия, Мадлен, прозванная в Шотландии летней королевой, скончалась на руках у супруга в Эдинбурге. Тело Мадлен было предано земле в Холирудском аббатстве.
Свадьба и смерть королевы Мадлен были воспеты поэтом Дэвидом Линдсеем в Deploration of Deith of Quene Magdalene.
Менее, чем через год Яков V женился на овдовевшей Марии де Гиз, присутствовавшей на свадьбе Мадлен. Двадцать лет спустя в Эдинбургском замке при составлении описи были найдены два маленьких золотых кубка, агатовый умывальник, яшмовая ваза и хрустальный кувшин, подаренные Мадлен во Франции, когда она была ребёнком.